# 위메이런
위메이런(중국어 정체자: 于美人, 병음: Yú Mêirén, 1965년 3월 3일~)은 대만 라디오 진행자, TV 진행자, 작가이자 에이전트이다.